# Dragan Cankov
Dragan Kirjakov Cankov (in bulgaro Драган Киряков Цанков?; Svištov, 9 novembre 1828 – Sofia, 24 marzo 1911) è stato un politico bulgaro e primo ministro del principato di Bulgaria per due differenti mandati.
Dragan Cankov nacque a Svištov. Ricoprì inizialmente il ruolo di impiegato statale nell'amministrazione dell'impero ottomano, e negli anni '50 del XIX secolo si fece una propria reputazione come sostenitore della chiesa cattolica greca. Il suo giornale Bălgaria fu pubblicato a Costantinopoli nel 1859 ed esponeva le sue posizioni religiose. Finanziato dalla Francia, il giornale esponeva la tesi che un'unione con la chiesa cattolica di Roma fosse l'unica soluzione per la Bulgaria. Infatti Cankov, che venne educato dai gesuiti, dette il suo aiuto alla fondazione di una chiesa uniate in Bulgaria nel 1861
In seguito si associò strettamente all'opposizione al dominio ottomando ed al movimento d'indipendenza. Cankov all'inizio si oppose all'insurrezione di Aprile, ma cambiò presto opinione e cominciò a sostenere attivamente l'indipendenza. Svolse il servizio di deputato per Najden Gerov nel governatorato di Svištov durante il breve periodo dell'amministrazione russa della Bulgaria. Figura di spicco nella strada verso l'indipendenza, si guadagnò il rispetto come voce del liberalismo moderato, così che fu pronto a lavorare con i conservatori dopo il 1879.
Dopo alcuni tentativi falliti di formare un'amministrazione guidata dai conservatori, Cankov fu nominato primo ministro il 7 aprile 1880, dando la possibilità di applicare svariate riforme su larga scala. Queste riforme, che includevano la creazione di una milizia, diritti limitati per i musulmani e tentativi di limitare il potere della chiesa ortodossa bulgara allarmarono il principe Alessandro I, che temeva la possibilità di una rivoluzione liberale. Seguì una serie di errori nella politica estera, tra cui relazioni con l'impero austro-ungarico (causati in gran parte dalla mancanza di comunicazione tra Cankvo e lo zar), ed in tal modo fu costretto alle dimissioni prima della fine dell'anno, il 10 dicembre.
Mantenne all'inizio una mentalità aperta riguardo al colpo di Stato militare del 1881, ma in seguito chiese ai propri sostenitori di opporsi con ogni mezzo al nuovo sistema, col risultato di essere confinato agli arresti domiciliari. Ad ogni modo il fallimento del governo militare costrinse Alessandro I a ristabilire il governo civile, e fece ritornare Cankov al ruolo di primo ministro il 19 settembre 1883, a capo di una coalizione di governo. Il secondo governo di Cankov fu un periodo largamente di transizione e testimoniò anche la scissione del partito liberale, con Petko Karavelov che guadagnava un largo sostegno. Alla fine fu destituito dalla carica e rimpiazzato da Karavelov l'11 luglio 1884.
Dopo la fine forzata del suo mandato, Cankov uscì dal suo partito, il partito progressivo liberale. Anche se il gruppo non ritornò al governo prima del 1902 e nonostante il governo di Stojan Danev, Cankov rimase una figura importante nella politica bulgara ed una voce costante in sostegno ad un maggiore avvicinamento bulgaro alla Russia, fino alla sua morte.